# Nathan Falconnier
Nathan Falconnier (* 26. Juni 2003 in Annemasse) ist ein französischer Fußballspieler.

## Karriere
Falconnier begann seine Karriere beim FC Annecy. Im Dezember 2022 stand er erstmals im Profikader des Zweitligisten. Sein Profidebüt gab er anschließend im Januar 2023 im Coupe de France. Im April 2023 debütierte er gegen den SC Bastia in der Ligue 2. Bis zum Ende der Saison 2022/23 kam er zu zwei Ligaeinsätzen für Annecy. In der Saison 2023/24 blieb der Verteidiger ohne Einsatz.
Im Juli 2024 wechselte Falconnier zum österreichischen Zweitligisten SC Austria Lustenau, bei dem er einen bis 2026 laufenden Vertrag erhielt.